# Ho Sung Pak
Ho Sung Pak (Skokie, 8 de novembro de 1967) é um ator norte-americano de origem coreana que interpreta Liu Kang nos jogos da série Mortal Kombat.
Campeão de Wushu, Ho em 1991 foi premiado como membro do Hall da Fama dos faixas preta. Seu primeiro trabalho, foi como Liu Kang, nos jogos Mortal Kombat 1 e 2, então depois, ele começou a carreira no cinema. Em 1994 ele foi convidado por Jackie Chan para participar do filme Drunken Master II. Participou da série de televisão WMAC Masters em 1995, trabalhou como coreógrafo em alguns filmes.